# 魔法少女プリティサミー
『魔法少女プリティサミー』（まほうしょうじょ プリティサミー）は、『天地無用!』に登場するキャラクター・砂沙美を主人公としたスピンオフ・パラレルワールド・ストーリーのシリーズ作品の総称であり、これに含まれる各作品のタイトル。各作品において主人公を務めるキャラクター「砂沙美」が魔法少女として変身した後に名乗る名前でもある。

## 作品一覧
発表時、既に人気を博していた『天地無用!』のパラレル作品ということで、数多くのメディアにて派生作品が製作されている。結果としてメディアミックス展開された。

### 独立前
天地無用! CDスペシャル 天地開闢時空道行
1993年7月24日に発売された、『天地無用!』の番外編ドラマCD。この中の『学園無用!』がサミーの初出である。テーマ曲「魔法少女プリティサミー」も収録。
天地無用! SOUND FILE
『天地無用!』のキャラクターソングを集めたミュージッククリップ集。「魔法少女プリティサミー」も収録されている。ここでの設定が後のラジオドラマ第2期に流用された。
真備清音の映像としての初出も本作である。
天地無用!（TV）第十二話 天地開闢時空道行（中編）
上述のCDを原作とした天地無用テレビシリーズのエピソード。物語はほぼ同じだが、これのみ他とは異なりセーラー戦士風のコスチュームとなっている。

### OVA
魔法少女プリティサミー
1995年 - 1997年リリース。全3巻。英語版タイトルは“Magical Girl Pretty Sammy“。
正規メディア上の独立作品として企画された最初のサミー。そのためキャラクターなどは『天地無用!』シリーズからの借用という状態を一種の「伝統」として残し、一方で世界観などは一新され、よりオーソドックスで一般の視聴にも耐えうる「魔法少女もの作品」を目指した。

#### スタッフ（OVA）
- 原案[注釈 1] - 林宏樹
- 監督 - 広川和之（第1・2巻）、菊地康仁（第3巻）
- キャラクターデザイン・総作画監督 - 河野悦隆
- 色彩設定 - 上谷秀夫（第1・2巻）、松岡珠江（第3巻）
- 美術設定 - 平沢晃弘（全巻）、佐藤正浩（第1巻）
- 美術監督 - 佐藤勝（第1巻）、加藤浩（第2・3巻）、竹田悠介（第2巻）
- 撮影監督 - 佐藤均
- 編集 - 辺見俊夫・船見康恵（第1・2巻）、西出榮子（第3巻）
- 音響監督 - 本田保則
- 音楽 - 長岡成貢
- 音楽プロデューサー - 川瀬朗
- プロデューサー - 森尻和明、井上博明、渡辺欽哉
- 制作 - AIC
- 製作 - PIONEER LDC

#### 各話リスト（OVA）
| 巻数  | サブタイトル                                | 脚本              | 絵コンテ | 演出     | 作画監督                                                   | 発売日         |
| ----- | ------------------------------------------- | ----------------- | -------- | -------- | ---------------------------------------------------------- | -------------- |
| 第1巻 | 魔法少女プリティサミー                      | 黒田洋介          | -        | -        | 河野悦隆                                                   | 1995年 8月25日 |
| 第2巻 | 魔法少女プリティサミー 2 〜電脳帝国の逆襲〜 | 黒田洋介 倉田英之 | 広川和之 | あお木武 | 大和田直之、渡辺浩二 別所誠人、北島信幸 越智博之、飯田宏義 | 1996年 6月25日 |
| 第3巻 | 魔法少女プリティサミー 3 〜スーパーキッス〜 | 黒田洋介          | 菊地康仁 | 菊地康仁 | 山口普、津幡佳明                                           | 1997年 8月24日 |

### ゲーム

#### パソコン
魔法少女プリティサミー 上・下
1995年 - 1996年リリース。AIC、パイオニアからリリース。OVA版の最終話という位置付けで製作された。裏モードのフラグが立つと『モルダイバー』などのパイオニアOVA作品のキャラクターと対決できる等、各所に有名作品のパロディがちりばめられている。NECのPC98シリーズ用としてリリースされ、その後Microsoft Windows 95、プレイステーションに移植された。
まるごと プリティサミー
パソコン用アクセサリー集

#### プレイステーション
魔法少女プリティサミー PART1イン ザ アース・PART2イン ザ ジュライヘルム
パソコン版の移植。お遊び的な番外編からスタートし、全26話のシリーズになるほどの人気を出した。当時2話まで出されていた時期に、OVAが26話まで続いたと仮定した時の23～26話が本作の舞台となる。PART1には23話と24話が収録されている。CD１枚に１話が収録されているため、どちらから始める事も可能。ゲームシステムは「見る」「話す」「行動」「考える」の4つのコマンドを選択しながら進んでいく。選択する必要のなくなったコマンドには×が付き、選択できなくなる。選択肢はあまり多くはなく、キャラクターの掛け合い(約束)やストーリーを楽しむことがメインとなっている。敵との戦闘は、格闘ゲームのようなアニメーション演出が特徴だが、コマンド入力のターン制で行われる。オープニングとエンディングにアニメーションムービーが入る。声優はOVAと同じ声優が出演している所などがPSへ移植された事で強化された部分となる。

#### セガサターン
魔法少女プリティサミー 恐るべし身体測定！核爆発5秒前！
魔法少女プリティサミー ハートのきもち
コンシューマオリジナル。NECインターチャネルからリリース

### 小説
1995年 - 1998年にかけて発表。富士見ファンタジア文庫刊。一部作品は月刊ドラゴンマガジン連載。執筆・黒田洋介、挿絵・羽音たらく（スタジオオルフェメンバー）。
設定およびストーリーはOVA - ゲーム版に準拠しているが、発表途中からスタートしたテレビアニメ版の要素が流入していく他、小説版が初出のエピソードが逆にテレビアニメ版に登場するということもあった。パロディ色が強い内容であり、様々な漫画・アニメ・ゲームなどから台詞や単語、固有名詞を引用している。
魔法少女プリティサミー ISBN 4-8291-2639-6
OVA1巻のノベライズ。
魔法少女プリティサミー 高気圧少女編 ISBN 4-8291-2665-5
オリジナルストーリー。後に内容がTVアニメ版に流用されている。
魔法少女プリティサミー 秋葉原闘争編 上巻 ISBN 4-8291-2690-6、下巻 ISBN 4-8291-2705-8
OVA2巻『電脳帝国の逆襲』のノベライズ。上下巻。
魔法少女プリティサミー 昼下がりの魔法編 ISBN 4-8291-2732-5
オリジナルストーリー。別名「人妻隊編」。後に内容がTVアニメ版に流用されている。
魔法少女プリティサミー 平行世界編 ISBN 4-8291-2744-9
オリジナルストーリー。ラジオ版サミーとOVA版サミーの共演が主題。
魔法少女プリティサミー 断罪編 ISBN 4-8291-2779-1
オリジナルストーリー。砂沙美と美紗緒の正体が明かされ、他のメディアとは異なり、完膚なきまでに壊れていく二人の友情を軸に、これまで隠されてきた全ての秘密が明かされていく。
さようなら魔法少女プリティサミー ISBN 4-8291-2841-0
オリジナルストーリー。小説版完結編。

### ラジオ
プリティサミー Chisaのマジカルナイト
TBSラジオで1995年10月 - 1995年12月に放送された。
基本設定はOVAに準じているが天地は砂沙美のあこがれるお隣さんとして登場
本シリーズのサミーは「プリティミューテーション・ミラクルリコール」の呪文により16歳の姿への二段変身の能力を持っている。さらには、天地は16歳のサミーに一目ぼれをしており、変身の姿を見てしまったために石にされてしまうなど魔法少女物のお約束を踏まえた展開となる。
プリティサミー Chisaのマジカルナイト2
TBSラジオで1996年7月 - 1997年3月に放送された。
シリーズの中では最初期に考案された原案である『天地無用! SOUND FILE』の設定で作られた作品

### テレビアニメ
1996年10月4日 - 1997年3月28日に金曜 18:30 - 19:00にて放送、全26話。英語版タイトルはMagical Project S。

#### スタッフ（テレビアニメ）
- 原案 - 林宏樹
- 監督 - 秋山勝仁
- 助監督 - 別所誠人
- シリーズ構成 - 黒田洋介、倉田英之
- キャラクターデザイン - 奥田淳
- デザインワークス - 寺岡賢司
- 美術監督 - 池田繁美
- 色彩設計 - 川見拓也
- 撮影監督 - 小澤次雄
- 編集 - 辺見俊夫（全話）、船見康恵（第2話 - ）
- 音響監督 - 本田保則
- 音楽 - 周防義和
- 音楽プロデューサー - 川瀬朗
- プロデューサー - 森尻和明（パイオニアLDC）、村瀬由美（テレビ東京）
- アニメーション制作 - AIC
- 製作 - PIONEER LDC、Softx、テレビ東京

#### 各話リスト（テレビアニメ）
| 話数 | サブタイトル                                   | 脚本        | 絵コンテ         | 演出             | 作画監督                 | 登場する敵（ラブラブモンスター） | 放送日         |
| ---- | ---------------------------------------------- | ----------- | ---------------- | ---------------- | ------------------------ | -------------------------------- | -------------- |
| 1    | サミー、大地に立つ！                           | 黒田洋介    | 秋山勝仁         | 別所誠人         | 奥田淳 北島信幸 恩田尚之 |                                  | 1996年 10月4日 |
| 2    | サミー、地獄特訓！                             | 倉田英之    | 岩崎良明         | 芦沢剛史         | 佐藤道雄                 | CD女                             | 10月11日       |
| 3    | 100点とってスキヤキ！                          | 黒田洋介    | 織田美浩         | 棚橋一徳         | 増谷三郎                 | コミック女                       | 10月18日       |
| 4    | あの箱を飛べ！                                 | 倉田英之    | 鈴木敏明         | 鈴木敏明         | 南伸一郎                 | 体育女                           | 10月25日       |
| 5    | 今世紀最後のアイドルデビュー                   | 高山治郎    | 別所誠人         | 別所誠人         | 進藤満尾                 | カラオケ女                       | 11月1日        |
| 6    | 奴にボールを持たせるな！                       | 横手美智子  | 棚橋一徳         | 棚橋一徳         | 増谷三郎                 | ライン女 ボール女                | 11月8日        |
| 7    | 天災の才能                                     | 倉田英之    | ワタナベシンイチ | ワタナベシンイチ | 斉藤恒徳                 | 実験女                           | 11月15日       |
| 8    | 真夏のサンタ                                   | 黒田洋介    | 芦沢剛史         | 芦沢剛史         | 南伸一郎                 | ゴースト女                       | 11月22日       |
| 9    | ラブラブモンスターの島                         | 黒田洋介    | 吉田俊司         | 吉田俊司         | 河野利幸                 | ラブラブモンスター軍団 仮病女    | 11月29日       |
| 10   | EAST VS WEST                                   | 倉田英之    | 岩崎良明         | 鈴木敏明         | 神戸洋行                 | ガンマン女                       | 12月6日        |
| 11   | バトン喪失                                     | 横手美智子  | 小林孝志         | 棚橋一徳         | 増谷三郎                 | ニワトリ女 チーズケーキ女        | 12月13日       |
| 12   | 心はいつも青空戦隊                             | 荒川稔久    | 市川ゴン         | 三泥無成         | 小林利充                 | 特撮女                           | 12月20日       |
| 13   | キミが欲しい                                   | 黒田洋介    | 芦沢剛史         | 芦沢剛史         | 南伸一郎                 | 破談女                           | 12月27日       |
| 14   | 番長と呼ばれた男                               | 謎の脚本家X | 吉田俊司         | 吉田俊司         | 河野利幸                 |                                  | 1997年 1月3日  |
| 15   | 赤ちゃんサミーでバブー                         | 高山治郎    | ワタナベシンイチ | 小川浩司         | 神戸洋行                 | ベビー用品女                     | 1月10日        |
| 16   | 鮮烈！人妻隊                                   | 黒田洋介    | 棚橋一徳         | 棚橋一徳         | 増谷三郎                 | たばこ女 飲料缶女                | 1月17日        |
| 17   | 泣くなミサ！さらば人妻隊                       | 黒田洋介    | 芦沢剛史         | 芦沢剛史         | 南伸一郎                 |                                  | 1月24日        |
| 18   | キミは高気圧少女                               | 横手美智子  | 吉田俊司         | 吉田俊司         | 河野利幸                 |                                  | 1月31日        |
| 19   | 薔薇の花びらが舞い落ちた時、静かに魔法は消える | 高山治郎    | 小林孝志         | 小川浩司         | 神戸洋行                 | ハイパーラブラブモンスター       | 2月7日         |
| 20   | ともだち〜見つめ合う瞳、繋がれた手〜           | 黒田洋介    | 別所誠人         | 別所誠人         | 奥田淳                   |                                  | 2月14日        |
| 21   | 魔法があってよかった                           | 黒田洋介    | 棚橋一徳         | 棚橋一徳         | 増谷三郎                 |                                  | 2月21日        |
| 22   | 魔法少女強襲                                   | 倉田英之    | 芦沢剛史         | 芦沢剛史         | 南伸一郎                 | ラブリィモンスター               | 2月28日        |
| 23   | 破壊の女神                                     | 黒田洋介    | 吉田俊司         | 吉田俊司         | 河野利幸                 |                                  | 3月7日         |
| 24   | 月は地獄だ！                                   | 倉田英之    | 小林孝志         | 棚橋一徳         | 神戸洋行                 |                                  | 3月14日        |
| 25   | NT（ニューテクノロジー）                       | 黒田洋介    | 市川ゴン         | 吉田俊司         | 増谷三郎                 |                                  | 3月21日        |
| 26   | やったね、大勝利！恋も魔法もサミーにおまかせ   | 黒田洋介    | 秋山勝仁         | 秋山勝仁         | 奥田淳                   |                                  | 3月28日        |

#### ネット局
同時ネット
- テレビ東京
- テレビ北海道（第13話のみ、1996年12月30日（月曜）8:00 - 8:30に放送[7]）
- テレビ愛知
- テレビ大阪
- テレビせとうち
- TXN九州（現・TVQ九州放送）

時差ネット
- びわ湖放送（水曜 8:00 - 8:30→水曜 7:45 - 8:15、1997年6月18日まで放送）[8][9]
- テレビ和歌山（水曜 18:30 - 19:00）[9]
- IBC岩手放送（土曜 5:30 - 6:00、本放送終了後に放送）[10]
- 日本海テレビ（月曜 - 水曜 16:30 - 17:00、本放送終了後に放送）[11]

### 漫画版
天地無用! 魎皇鬼 番外編 魔法少女プリティサミー
月刊コミックドラゴン掲載。画・奥田ひとし。
OVA版制作発表後に、奥田が連載していた漫画版「天地無用! 魎皇鬼」の番外編として前後編が掲載された（コミックス第3巻収録）。内容はほぼOVA版準拠だが、サミーが「空を飛べる」のが主な違い。また、津名魅がお茶目な性格として設定されたのは本作が最初である。
魔法少女プリティサミー
月刊コミックドラゴン連載、単行本全3巻。画・牧野靖弘。
テレビアニメのスタートを受けて始まった漫画作品。設定はテレビアニメ版のものに準拠。故に連載期間はそのままテレビアニメ版の放送期間に重なる。
1. 1997年2月刊行 ISBN 4-04-712130-4
2. 1997年9月刊行 ISBN 4-04-712142-8
3. 1998年7月刊行 ISBN 4-04-712164-9

## あらすじ

### OVA・小説・TVアニメ・漫画・ラジオドラマ第1期
魔法の国・ジュライヘルムは女王の代替わりの時期を迎えていた。最終選考に残った候補者は二人。
一人は頭の中がどこまでも平和な津名魅。もう一人はジュライヘルムの将来を考え、執政に大いなる意欲を見せる裸魅亜。
そして、最終選考の結果、執政官たちによって時期女王候補として選ばれたのは津名魅であった。そして彼女は自らの資質を執政官たちに示すために女王になるための「最終試練」を受ける事になる。
それは異世界・地球において津名魅と「魂を同じくする少女」に魔法の力を与える事。そして、その少女が魔法によって世界を正しく導く事であった。
最終試験の方法について、OVA版では「サミーゲージ」なる善行を積む事で値が増える判定機の数値を規定量以上のものとするのに対し、TV版では世界の善と悪のバランスを示すジェミニの天秤が悪の側に傾いているため元に戻す役割を果たす、と異なった形になっている。
一方で収まらないのは裸魅亜である。ジュライヘルムの未来をまともに考えず、能天気で生きている津名魅に強烈な不安と嫉妬を隠せない彼女は、地球にいる自らの「魂を同じくする少女」に魔法の力を与え、津名魅の最終試練を邪魔をしようと画策する。
津名魅と魂を同じくする少女・河合砂沙美。裸魅亜と魂を同じくする少女・天野美紗緒。普段は親友同士であるはずの二人は互いの正体を知らないまま、それぞれに魔法少女となり、戦っていくことになる。

### ラジオドラマ第2期
阿佐ヶ谷に住む小学生・萌田砂沙美は家の隣のアパートに住む苦学生・柾木天地に憧憬ゆえの恋心を抱く6年生。その日もバイトに明け暮れる天地のために弁当を差し入れに行っていた。
ところが、惑星国家・清音星の皇女、天之川清音が突如現れた。彼女が言うには冴えないはずの天地が「宇宙一いい男」を探す機械にビンゴでヒットしたというのである。かねてより「宇宙一いい男」を婿にしたいと願っていた清音は、そのまま天地を誘拐。砂沙美は天地を助けようとしたが力及ばず、メカの挙動に巻き込まれて命を落とす。
死した砂沙美を救ったのは、幼馴染の家出娘である清音を追ってやって来た警察惑星国家・美星星の皇女にして宇宙の特捜刑事である美星であった。美星は清音を捕縛するために砂沙美に改造手術を施し、宇宙刑事として蘇らせたのである。しかし、辺境惑星に宇宙刑事を配備する事は惑星国家間の政事にとっては都合が悪く、また清音に事の仔細を知られれば彼女に余計な警戒心を持たせてしまう。そう考えた美星は砂沙美に「魔法少女プリティサミー」を名乗らせ、慎重に事にあたることにした。
かくて、わがまま放題の「宇宙のお姫様」と愛しい思い一途な「恋する魔法少女」の天地を巡るバトルが始まった。

## 主な登場人物

### 天地無用からの引き継ぎ
どの人物も、作品により設定が異なる。なおラジオドラマ第1期は、天地と砂沙美が兄妹でないことを除いてOVAとほぼ同じ。
砂沙美（ささみ）
声 - 横山智佐
主人公。
OVA・小説
名字は「河合」。私立雷凰学園初等部4年。家事全般から実家のCDショップ「CD-Vision」まで切り盛りする。
テレビアニメ
名字は「河合」。海の星小学校4年3組の生徒。それ以外はOVA版とほとんど同じ。
ラジオ第2期
名字は「萌田」。阿佐ヶ谷第九小学校六年め組の生徒。とある事件がきっかけで「宇宙刑事」へと改造される。

魎皇鬼（りょうおうき）
声 - 小桜エツ子
プリティサミーのパートナーとなる、ウサギと猫を足して2で割ったような生物。ニンジン好き。
OVA・小説・ラジオ第1期
魔法の国「ジュライヘルム」からプリティサミーのサポートをするために砂沙美の下にやってきた（雄）。地球で長時間過ごすために津名魅により猫の姿にされるが、あまり似ていない。
テレビアニメ
OVA版とほとんど同じだが、姿を変えた理由が周りから怪しまれないためと変更。
ラジオ第2期
遺伝子実験により誕生した砂沙美のペット（雌）。感情の力で様々な乗り物に変身できる。

天地（てんち）
声 - 菊池正美
OVA・小説
名字は「河合」。砂沙美の実兄。私立雷凰学園高等部1年。
テレビアニメ版
名字は「柾木」。特撮番組「青空戦隊クウレンジャー」のAD。
ラジオ第2期
名字は「柾木」。砂沙美の家の隣に越してきた苦学生。

魎呼（りょうこ）
声 - 折笠愛
OVA・小説
名字は「折笠」。天地の高校の同級生。義理の弟がいる。
テレビアニメ
「お魎さん」と呼ばれ、劇中では本名が出てこない。ジュライヘルムの女王に仕える魔法忍者。
ラジオ第2期
名字は「祖師谷」。天地の中学時代からの同級生。天地のことが好きだが、それを言い出せないでいる。

阿重霞（あえか）
声 - 高田由美
OVA・小説
名字は「高田」。天地の高校の同級生。砂沙美ではない妹がいる（※スピンオフ元の『天地無用!』では、阿重霞と砂沙美は姉妹である）。
テレビアニメ
設定書に記載のフルネームは「露美御・T・阿重霞」だが、作中では「露美御」とだけ呼ばれ、フルネームは出てこない。ジュライヘルムの女王第3候補。第1話で登場した際は阿重霞の顔では無く、設定書には「先の話数で再度登場しますがたぶんデザインかわります（逆にそれをギャグネタにしてもらってもOK）」と記載されている。
ラジオ第2期
名字は「本天沼」。天地の中学時代からの同級生。

美星（みほし）
声 - 水谷優子
OVA・小説
名字は「水谷」。私立雷凰学園大学部1年。とある事情で清音と同居する。色黒で金髪なのは複数の人種の血が混ざり合った多国籍な家系だから。
テレビアニメ
名字は「水谷」。海の星小学校の教諭で、4年3組（砂沙美のクラス）の担任。清音と同居はしていない模様。
ラジオ第2期
惑星警察国家美星星の皇女で、超A級特捜刑事。「宇宙刑事」に改造した砂沙美に、周りから怪しまれるといけないので「魔法少女」と名乗るようにと進言したのも彼女である。

清音（きよね）
声 - 天野由梨
OVA・小説
清音が名字で、名前は「由梨」。私立雷凰学園大学部の受験に失敗し浪人中。とある事情で美星と同居する。
テレビアニメ
名字は「天百合」。海の星小学校の教諭で、4年2組の担任。美星とは同い年だが1年職浪人したため教師としては美星より後輩である。
ラジオ第2期
名字は「天之川」。清音星の皇女。「宇宙一いい男」を探していたところ、天地を発見。彼をものにしようとする。

鷲羽（わしゅう）
声 - 小林優子
OVA・小説
名字は「小林」。私立雷凰学園高等部の特別講師。
テレビアニメ
名字は「フィッツジェラルド・小林」。海の星小学校で理科を教える特別講師。
ラジオ第2期
名字は「天現寺」。砂沙美の級友。両親はすでに死亡しており、生活のために取得しているパテントを切り売りしている。自身も極めて頭が良く、総合科学者である砂沙美の父を尊敬している。

津名魅（つなみ）
声 - 横山智佐
OVA・小説・テレビアニメ
ジュライヘルムの女王候補。のんびりとした天然ボケの魔法使い。裸魅亜の神経を逆なですることも多いが本人はまったく気づいていない。裸魅亜のことは親友だと思っている。女王になる為の試験で砂沙美をプリティサミーに選んだ。
ラジオ第2期
名字は「萌田」。砂沙美の母親。ただし作品中に本人は登場せず、小説版において名前が確認できるのみである。

白亜（はくあ）
声 - 鈴木真仁
ラジオ第2期のみ登場。名字は「下連雀」（しもれんじゃく）。砂沙美の級友の女子。学級委員。口癖は「だめになる…だめになる…だめになる…」と連呼する。

### サミーシリーズのオリジナルキャラクター
天野美紗緒（あまの みさお）声 - 笠原留美
砂沙美の親友で同じクラスの女の子。内気でいじめられやすい性格。教育に厳しい母と暮らしており、父は音楽活動で海外にいる。母も働いている為に家では一人きりであり、両親の不和に心を傷めてもいる。そんな美紗緒にとって明るくて優しい、唯一の親友・砂沙美の存在は何者にも代えがたい存在である。ピアノが得意。将来の夢はピアニスト。
裸魅亜によって魔法少女ピクシィミサに変身させられる。変身後は外交的で高飛車、自己アピールの強い性格に変わり、容姿も金髪で露出度の高い格好になる。口調は片言で、何事も深く考えずに好き勝手やっている。
スピンオフ作品『BPS バトルプログラマーシラセ』にメインヒロインとして出演している。
河合ちひろ（かわい ちひろ）声 - 松本梨香
OVA版における天地と砂沙美の母親。元は演歌歌手で、その後マネージャーと結婚した。現在はレコードショップ「CD-Vision」の店長を務めるが、自分の気に入った演歌のCDしか置かないため繁盛していない。
テレビアニメ版では人妻隊のミセススーとして登場。
河合ほのか（かわい ほのか）声 - 岩坪理江
テレビアニメ版における砂沙美の母親。テレビアニメ版でも河合家は「CD-Vision」を経営している。
河合銀次（かわい ぎんじ）声 - 矢尾一樹
テレビアニメ版における砂沙美の父親。スーツアクターから某国の特殊部隊を経て、NASAの宇宙パイロットになったという経歴を持つ。そのため免許の数は無限大。A級ライセンスも持っていたためレーサーでもあったらしい。
裸魅亜（らみあ）声 - 岡本麻弥
ジュライヘルムの女王候補。津名魅を一方的にライバル視している魔法使い。強気で怒りっぽい性格だが外面は良い様子。弟の留魅耶をこき使い、自分は適当に命令していることも多い。自分より女王の座が近い津名魅を引き摺り落とす為に美沙緒をピクシィミサにした。
留魅耶（るみや）声 - 柊美冬
裸魅亜の弟。姉の命令には逆らえないため、美紗緒をピクシィミサに変身させパートナーとして鳥の姿で常に傍らにいるが、彼女に恋したため罪悪感を抱きつつ見守っている。
伊達映美（だて えいみ）声 - 森谷密
砂沙美のクラスの委員長。校則にこだわる。物語の終盤、魔法少女ラブミィエイミーに変身することになり、戻れなくなってしまう。エイミーと呼ばれるのを嫌う。
真嶋広人（まじま ひろと）声 - 松野太紀
砂沙美のクラスメイトの小学生。美沙緒のことが好き。父親は畳職人。
小山田健二（おやまだ けんじ）声 - 石川大介
砂沙美のクラスメイトの小学生。真嶋とは友達同士。お茶目な性格でよく人をからかう。
灰田このは（はいだ このは）声 - 川上とも子
海の星小学校に通う小学生。緑髪で下に降ろしたツインテールの髪型をしている。小説版では真嶋の従姉妹となっている。テレビではひょんなことから魔法少女ファンキーコニーに変身したことも。真嶋のことが好きなので、美沙緒を目の敵にしている。TV版では世界征服を企むような従兄がいるらしい。
香織（かおり）声 - 根谷美智子
樋香里（ひかり）声 - 氷上恭子
魎皇鬼のガールフレンド。彼を思うあまりに裸魅亜に利用されて人間界まできてしまう。他の魔法使いの魔法を打ち消す能力が彼女の魔法である。
高田季枝霞（たかだ きえみ）
小説版に登場する阿重霞の妹。五歳児だが二十歳の感性を持つ。策謀を巡らして姉をからかっていじめるのが趣味。魎呼の弟・愛がボーイフレンドであり、愛の前ではカワイ子ぶっている。
ハナくん声 - 桜井敏治
ラジオ第2期に登場する清音の部下。天地無用本編の尼ケ崎和彦と同じ声優、同じ外見。力持ち、ロリコン、ややMの人物。
カッチン声 - 子安武人
ラジオ第2期に登場する清音の部下。空間描画能力という特殊能力を使用して、書いた物を実体化できる。
高井戸先生（たかいど せんせい）声 - 青野武
ラジオ第2期に登場する砂沙美のクラスの担任教師。寒い親父ギャクを連発する。
萌田博士（もえだ はかせ）声 - 園部啓一
ラジオ第2期に登場する砂沙美の父親。総合科学者。鷲羽に尊敬されている。

## 主題歌

### 独立前
「魔法少女プリティサミー」 作詞：枯堂夏子 作曲：松宮恭子 編曲：長岡成貢 歌：横山智佐

### OVA・パソコンゲーム版
OP
「ちゃんと夢を見ましょ！」 作詞：枯堂夏子 作曲：松宮恭子 編曲：藤原いくろう 歌：横山智佐
ED
「ばか」 作詞：枯堂夏子 作曲：前田克樹 編曲：藤原いくろう 歌：横山智佐
ED（OVA3巻）
「魔法の扉」 作詞：岩里祐穂 作曲：前田克樹 編曲：工藤隆 歌：横山智佐

### ラジオドラマ
第1期
「恋はブロイラー」 作詞：枯堂夏子 作曲：藤原いくろう 編曲：藤原いくろう 歌：横山智佐
第2期
「魔法少女プリティサミー (New Version)」 作詞：枯堂夏子 作曲：松宮恭子 編曲：滝沢淑行 歌：横山智佐

### テレビアニメ版
OP
「夢みれば夢も夢じゃない」 作詞：枯堂夏子 作曲・編曲：MATARO 歌：横山智佐 with 小桜エツ子
ED（シリーズ前半）
「PERSONA」 作詞：枯堂夏子 作曲・編曲：MATARO 歌：秋山久美
ED（シリーズ後半）
「調子にのっておりました」 作詞：枯堂夏子 作曲・編曲：MATARO 歌：THE RHYTHM KINGS